# Stefan George
Stefan Anton George (Büdesheim, 12 luglio 1868 – Minusio, 4 dicembre 1933) è stato un poeta tedesco.

## Biografia
Stefan George nacque a Büdesheim, villaggio presso Bingen, una piccola e antica cittadina sulle rive del Reno, situata nella regione della Renania-Palatinato; la famiglia era di estrazione borghese, con lontane origini francesi; in casa si parlava francese, e solo da adulto George scelse la lingua tedesca come sua lingua poetica. Nel 1873 la famiglia si trasferì a Bingen, dove il padre divenne un agiato commerciante di vini; George studiò dal 1882 al 1888 a Darmstadt, e nel 1889 si iscrisse all'università di Berlino, ma non frequentò che poche lezioni e lasciò gli studi dopo tre semestri. Aveva allora già iniziato quello stile di vita che mantenne fino alla fine: non abitando mai in case proprie, nonostante una certa agiatezza, ma vivendo ospite di amici e ammiratori a Berlino, Heidelberg, Basilea, Monaco di Baviera (ove visse quasi stabilmente solo a partire dal 1900), e viaggiando spesso per l'Europa, soprattutto Italia, Parigi e Londra.
A Parigi, ventenne, conobbe i poeti della scuola simbolista, Mallarmé e Paul Verlaine, le cui idee di un'"arte per l'arte" e di una "poesia pura", sganciata dalla realtà sociale, piacquero molto a George, che non amava né il realismo in letteratura né il positivismo in filosofia, allora dominanti in Germania; a Londra conobbe Swinburne e i preraffaelliti, in Belgio Verhaeren. Nel 1892 creò un proprio circolo, noto come George-Kreis, e una rivista letteraria, i Blätter fur die Kunst, organo di opposizione al naturalismo, pubblicata fino al 1919.

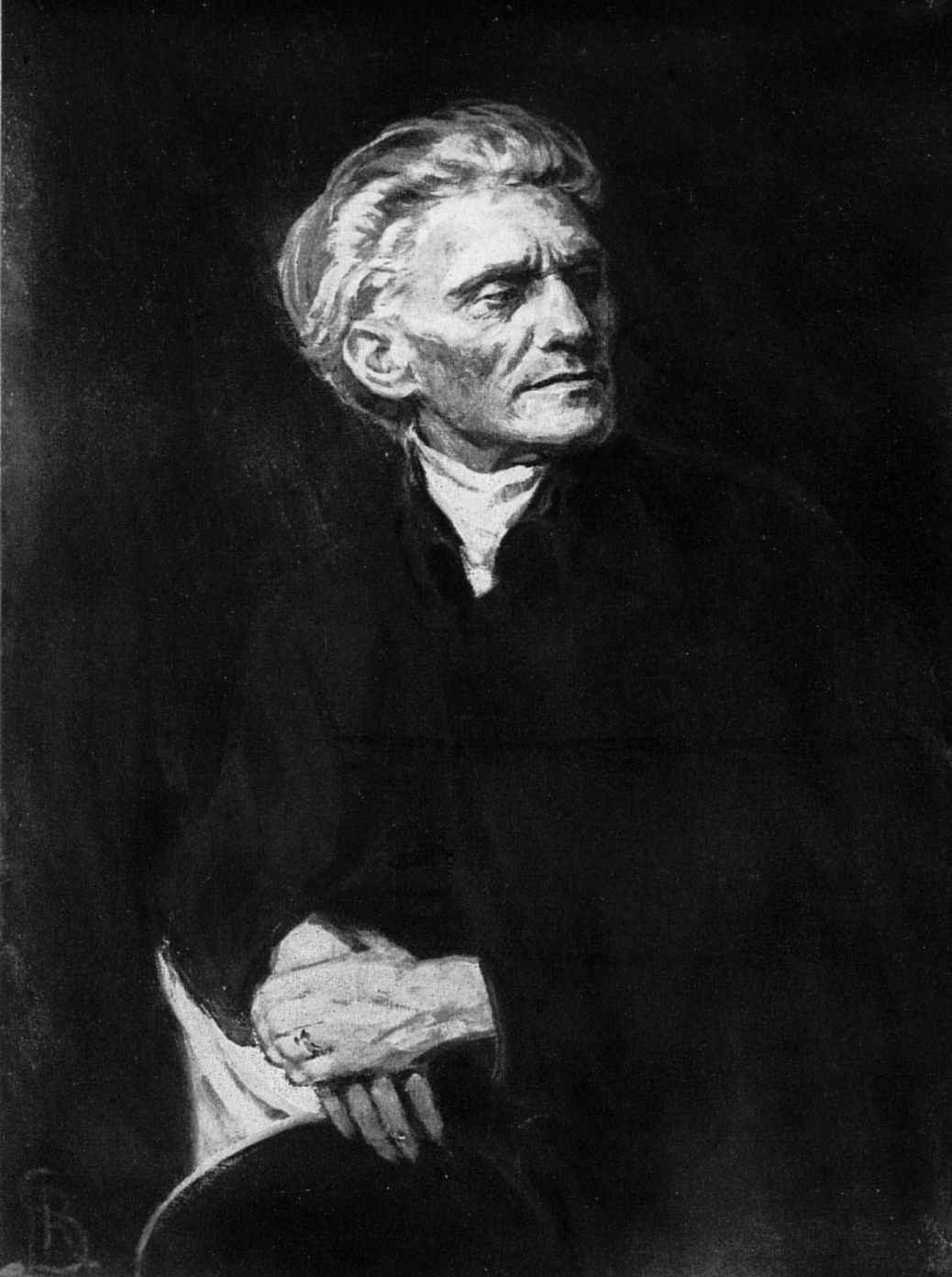
Reinhold Lepsius, Ritratto di Stefan George.

Visse sempre appartato, attorniato dai membri del suo circolo, ed evitando ogni clamore; i suoi libri erano stampati privatamente e distribuiti agli amici, a sottolinearne il carattere iniziatico, accentuato anche da una particolare veste tipografica, nella quale i caratteri e i frontespizi assumevano di per sé rilevanza stilistica. Nel 1927 vinse il Goethepreis, offerto dalla città di Francoforte sul Meno. Nel 1933, all'avvento del nazismo, che lo esaltò come precursore e tentò di fare uso propagandistico della sua opera, George, rifiutati tutti gli onori offertigli, manifestò la sua opposizione emigrando in Svizzera e stabilendosi a Minusio, presso Locarno, ove morì poco dopo. Ciò non impedì ai nazisti di farne, dopo la morte, una specie di poeta nazionale.

## Raccolte poetiche principali
George esordì nel 1890 con la raccolta Hymnen (Inni), cui seguirono Pilgerfahrten (Pellegrinaggi, 1891) e Algabal (Eliogabalo, 1892), la più nota, che stabilirono subito la sua fama ed entusiasmarono molta gioventù tedesca e non solo. Nel 1895 uscirono i tre Die Bücher der Hirten- und Preisgedichte, der Sagen und Sänge und der hängenden Gärten (Libri delle poesie pastorali e delle laudi, delle leggende e dei canti e dei giardini pensili), preziosi quadretti ispirati alla Roma antica, al Medioevo e all'Oriente; nel 1897 seguì la raccolta Das Jahr der Seele (L'anno dell'anima), ove prevale il mondo interiore del poeta; nel 1900 Der Teppich des Lebens und die Lieder von Traum und Tod (Il tappeto della vita e i canti del sogno e della morte), influenzato dall'estetica preraffaellita, ove il poeta è visto come un rivelatore del divino. Il tema politico emerge in Der siebente Ring (Il settimo anello), del 1907, che contiene tra l'altro alcune poesie d'amore dedicate al giovane Maximilian Kronberger (vedi più in basso), che sarà al centro della raccolta successiva, Der Stern der Bundes (La stella del patto, 1914), per essere infine eretto dal poeta a simbolo della divina giovinezza nell'ultima raccolta, Das neue Reich (Il nuovo regno, 1928).

## Altre opere
George fu anche un eccellente traduttore: tradusse in tedesco Dante, Shakespeare e Baudelaire e alcune poesie di D'Annunzio; importante anche il vasto epistolario, e il diario Tage und Taten (Giorni e opere, 1903). Altre opere: Schwarze Rappen (1893), Mein Garten (1894), Die Fibel (1901), Maximin. Ein Gedenkbuch (1906), Der Krieg (1917), Drei Gesänge: An die Toten, Der Dichter in Zeiten der Wirren, Einem jungen Führer im ersten Weltkrieg (1921).

## Poetica
(Stefan George, da Algabal)
George vedeva se stesso, e allo stesso modo fu visto dai suoi contemporanei, come un aristocratico, una sorta di sacerdote di una nuova mistica, in polemica con la cultura borghese del tempo; il poeta attendeva e preparava un "nuovo regno", che sarebbe stato guidato da una élite artistica e intellettuale, unita dalla fedeltà ad un capo. La sua poesia si distanzia dunque dalla realtà ed enfatizza il mistero del sacro, l'eroismo, il sacrificio personale, la sublimazione nell'eterno e la rinuncia alle passioni contingenti. Da un punto di vista della forma essa è tesa verso una strenua ricerca della più pura immaterialità, ed è caratterizzata da una grande levigatezza e da una solenne, lapidaria perfezione; risulta arcana e ricca di allusioni oscure, ma sempre armoniosa.

## Il George-Kreis
Ispirato alla Lebensphilosophie, questo circolo, che cominciò a riunirsi nel 1892, era retto da un complesso cerimoniale estetizzante e composto da soli uomini, studiosi e poeti, scelti da George stesso per affinità spirituale; inizialmente i membri erano suoi coetanei, trattati come pari, ma col passare degli anni il circolo muterà composizione e George sarà sempre più venerato come un maestro da discepoli molto più giovani di lui. Tra i membri del circolo spiccano, oltre a Ernst Kantorowicz, i poeti austriaci Rainer Maria Rilke e Hugo von Hofmannsthal (che poi se ne allontanarono) e i fratelli Stauffenberg, che saranno coinvolti nel complotto per assassinare Hitler, oltre a numerosi esponenti del mondo culturale tedesco dell'epoca, come Karl Wolfskehl, Kurt Hildebrandt, Friedrich Gundolf e, più tardi, Klaus Mann.

## Maximin e il tema politico
Di particolare importanza è la figura di Maximilian Kronberger: nato nel 1886, studente liceale, nel 1902 fu avvicinato per strada, a Monaco di Baviera, da George, che se lo fece amico e lo introdusse nel suo circolo; per lui scrisse alcune poesie d'amore, dalle quali traspare una inclinazione omoerotica (che in seguito George dirigerà anche verso alcuni altri giovani membri del circolo), altrove sempre dissimulata. Non c'è tuttavia indicazione che questa tendenza sia andata oltre il concetto platonico di guida spirituale e contemplazione estetica, al quale George aderiva sia per convenzione sociale sia, soprattutto, per disciplina artistica.
Alla morte per malattia, a soli 18 anni, di Maximin (come era chiamato dal poeta), seguì per George un periodo di disperazione, durante il quale pensò anche al suicidio, e poi la glorificazione poetica del ragazzo, eretto ad incarnazione dell'assoluto nelle raccolte Maximin. Ein Gedenkbuch (1906) e soprattutto in Der siebente Ring (Il settimo anello), del 1907, nella quale la figura di Maximin permette a George di affrontare per la prima volta il tema politico. Tema ripreso, sempre attraverso la figura di Maximin, nelle successive raccolte Der Stern des Bundes (La stella del patto, 1914) e Das neue Reich (Il nuovo regno, 1928), ove è auspicato un rinnovamento spirituale della società, in opposizione al materialismo e al militarismo imperanti. Coerentemente con questa visione, George non fu entusiasta dello scoppio della prima guerra mondiale e vide come una conferma delle sue idee la disfatta tedesca e la confusione del dopoguerra.
In questo contesto il poeta fu visto sempre più, dai membri del circolo come da molta gioventù tedesca, come una guida spirituale, l'uomo che incarnava la dignità umana e artistica, unificando disciplina e passione, grazia e maestà, bellezza e morale. Se le idee e l'opera di George potevano certamente avere dei punti di contatto con l'ideologia nazista, egli non poteva invece in alcun modo accettare il carattere violento e brutale del regime, e reagì coerentemente emigrando in segno di protesta e distanza da esso.